# Ilford North
Pour les articles homonymes, voir Ilford.
Circonscription parlementaire de la Chambre des communes
La circonscription d'Ilford North est une circonscription électorale anglaise située dans le Grand Londres, et représentée à la Chambre des communes du Parlement britannique.

## Géographie
La circonscription comprend :
- La partie nord du Borough londonien de Redbridge
- Les quartiers de Woodford Green, Gants Hill, Aldborough Hatch, Fairlop, Repton Park, Little Heath et Clayhall

## Députés
Les Members of Parliament (MPs) de la circonscription sont :
| Législature                  | Années        | Député        | Député              | Parti                    |
| ---------------------------- | ------------- | ------------- | ------------------- | ------------------------ |
| Ilford North issue de Ilford |               |               |                     |                          |
| 38e                          | 1945–1950     |               | Mabel Ridealgh      | Travailliste co-opératif |
| 39e                          | 1950–1951     |               | Geoffrey Hutchinson | Conservateur             |
| 40e                          | 1951–1954     |               | Geoffrey Hutchinson | Conservateur             |
| 40e                          | 1954-1955     | Tom Iremonger |                     | Conservateur             |
| 41e                          | 1955–1959     | Tom Iremonger |                     | Conservateur             |
| 42e                          | 1959–1960     | Tom Iremonger |                     | Conservateur             |
| 43e                          | 1964–1966     | Tom Iremonger |                     | Conservateur             |
| 44e                          | 1966–1970     | Tom Iremonger |                     | Conservateur             |
| 45e                          | 1970–1974     | Tom Iremonger |                     | Conservateur             |
| 46e                          | 1974–1974     | Tom Iremonger |                     | Conservateur             |
| 47e                          | 1974–1978     |               | Millie Miller       | Travailliste             |
| 47e                          | 1978-1979     |               | Vivian Bendall      | Conservateur             |
| 48e                          | 1979–1983     |               | Vivian Bendall      | Conservateur             |
| 49e                          | 1983–1987     |               | Vivian Bendall      | Conservateur             |
| 50e                          | 1987–1988     |               | Vivian Bendall      | Conservateur             |
| 51e                          | 1992–1997     |               | Vivian Bendall      | Conservateur             |
| 52e                          | 1997–2001     |               | Linda Perham        | Travailliste             |
| 53e                          | 2001–2005     |               | Linda Perham        | Travailliste             |
| 54e                          | 2005–2010     |               | Lee Scott           | Conservateur             |
| 55e                          | 2010–2015     |               | Lee Scott           | Conservateur             |
| 56e                          | 2015–2017     |               | Wes Streeting       | Travailliste             |
| 57e                          | 2017–2019     |               | Wes Streeting       | Travailliste             |
| 58e                          | 2019–2024     |               | Wes Streeting       | Travailliste             |
| 59e                          | 2024–en cours |               | Wes Streeting       | Travailliste             |

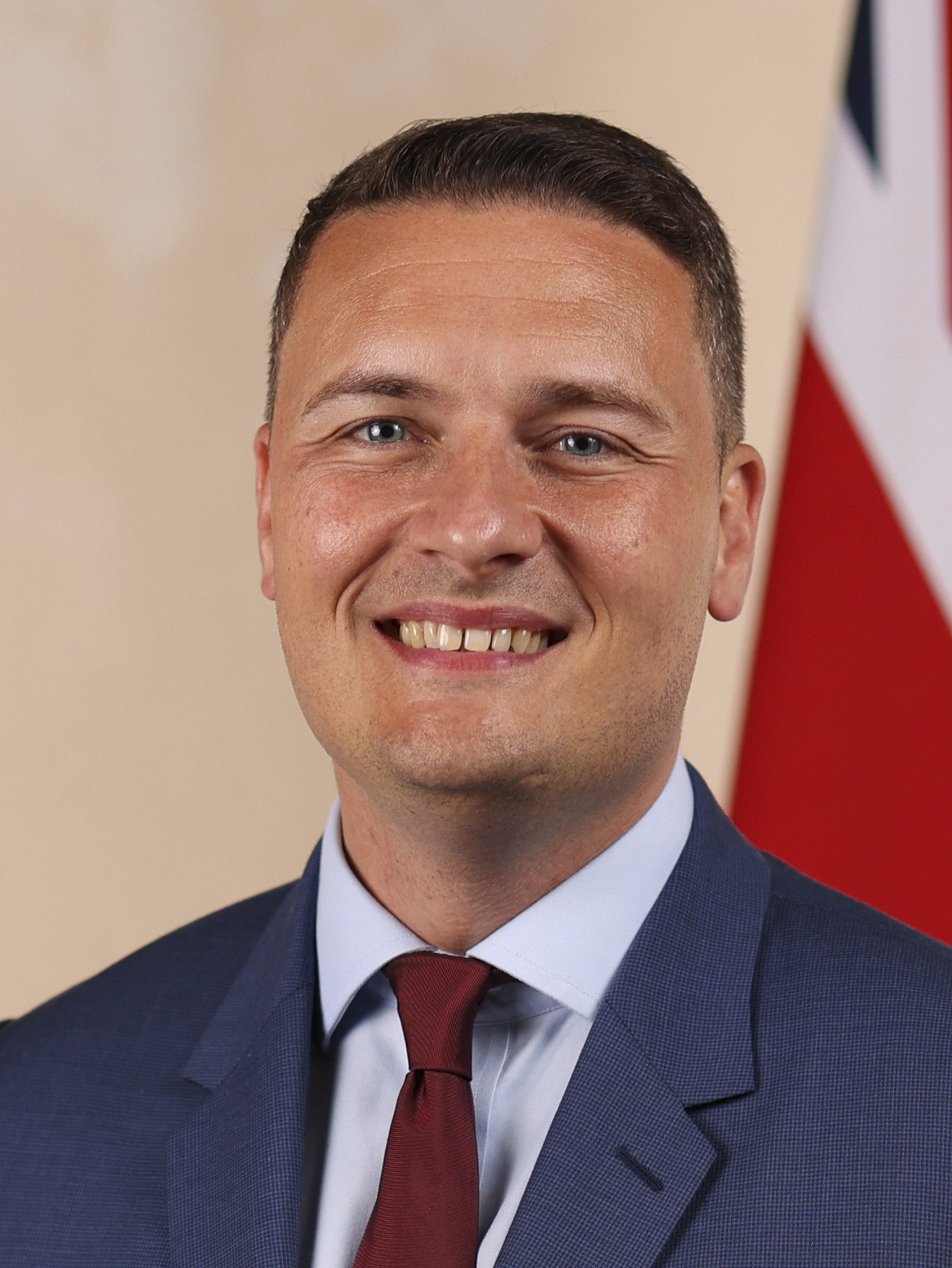
Wes Streeting (2015-Présent)